# Euphonium à pavillon double
L' euphonium à pavillon double (ou double euphonium, euphonium duplex) est un instrument hybride basé sur l'euphonium . Le grand pavillon produit le ton doux d'un euphonium classique; le second pavillon, plus petit, possède un son plus clair, semblable au baryton ou au trombone à piston. La diffusion de ce nouvel instrument est restée confidentielle auprès des musiciens, mais il a disposé d'un petit nombre d'adeptes enthousiastes, bien que peu de musiciens professionnels l'ont utilisé comme instrument unique ou principal. Le petit pavillon peut produire un son plus approprié dans le registre supérieur de l'instrument. Les deux pavillons peuvent également être utilisées pour des effets spéciaux, tels que des échos, et en utilisant le timbre distinctement différent des deux pavillons avec un seul musicien pour donner l'effet d'appel et de réponse (canon).

## Description
Le dernier piston sur l'instrument (le quatrième ou le cinquième, selon le modèle) est utilisé pour faire passer le son du pavillon principal au pavillon secondaire. Les deux pavillons ne peuvent pas jouer en même temps car chaque pavillon dispose généralement de sa propre tubulure coulissante d'accord, de sorte qu'ils ne peuvent être accordées de manière adéquate pour des performances constantes. Contrairement au cor d'harmonie double, il n'y a qu'un seul jeu de glissières de piston avec un euphonium à pavillon double, de sorte que seul le diapason de base des deux pavillons peut être accordé.

Euphonium à pavillon double joué par une musicienne.

Sa tonalité est en si bémol.

## Historique
La variante à pavillon double de l'euphonium a été produite en série à partir des années 1880, d'abord  par la société CG Conn aux États-Unis . D'autres grands fabricants d'instruments en cuivre américains ont emboîté le pas. L'instrument a d'abord été popularisé par le virtuose de l'euphonium Harry Whittier avec le célèbre orchestre de Patrick Gilmore (en) à partir de 1888; l'orchestre de John Philip Sousa a employé cet instrument l'année suivante , puis d'autres fanfares américaines ont suivi cet exemple. La production maximale de l'instrument s'étend des années 1890 aux années 1920, bien qu'il n'ait jamais été l'un des cuivres les plus populaires.

### Déclin
Les derniers euphoniums à pavillon double ont été fabriqués vers 1960. Dans la pratique, la plupart des modèles à pavillon double  ont fini par être utilisés uniquement avec le grand pavillon, en faisant un euphonium à pavillon simple très lourd. À propos du second pavillon, le célèbre soliste d'euphonium Arthur W. Lehman (en) a dit un jour lors d'un concert du Marine Band: « Nous l'utilisons pour tenir nos gants blancs lorsque nous ne les portons pas. »

## Solistes
Simone Mantia (en) jouait un euphonium à pavillon double en virtuose. Alors qu'il faisait partie des orchestres de Sousa et Pryor, Simone privilégiait parfois l'euphonium à pavillon double et il composa même le morceau "Priscilla" (en hommage à Jane Priscilla Sousa ), un solo d'euphonium à pavillon double cloche.